# أحمد دراج
أحمد إبراهيم دراج هو الحاكم السابق لإقليم دارفور السوداني والرئيس الحالي لتحالف جبهة الخلاص الوطني لجماعات المتمردين في نزاع دارفور. يقيم حاليا في المملكة المتحدة.

## المنصب
دراج هو من قبيلة الفور، ولدت لشارتي (رئيس أعلى). في ديسمبر 1963، كسياسي شاب، أنشأ جبهة تنمية دارفور (DDF) لإنشاء أجندة مشتركة للدفاع عن مصالح المنطقة. ومع ذلك، أثبت أنه غير قادر على جلب جميع مصالح المقاطعة إلى جبهة مشتركة. على الرغم من أن الجبهة كانت شائعة منذ إنشائها مع الفور بسبب الروابط العرقية لمؤسسها، إلا أنها كانت مفتوحة لجميع سكان دارفور. يشير اسمه إلى أن «التنمية» يجب أن تكون الشغل الشاغل للعمل السياسي. وبحلول انتخابات فبراير 1968، أصبحت السياسة مستقطبة عرقيا بين الفصائل المتنافسة في حزب الأمة. صادق المهدي، بحسب أن التركيبة السكانية للمحافظة لصالح القبائل «الأفريقية»، نجح في استمالة قوات دي دي إف، تاركا الإمام الهادي لتعبئة التصويت «العربي». وحصل فصيل صادق على 13 مقعدًا من أصل 24، بينما حصل فصيل الهادي على سبعة مقاعد. تم التوفيق بين الفصائل فقط عندما أطيح بالحكومة البرلمانية من قبل الانقلاب العسكري للعقيد. جعفر نميري في مايو 1969. تم القبض على كل من الدراج والصادق، بينما تم إعدام الهادي.
في عام 1979، قام سكان دارفور بأعمال شغب بعد أن أصبحت محافظتهم هي الولاية الوحيدة التي لم يتم فيها اختيار المحافظ الطيب المرضي محليًا. اختار نميري الطيب المرضي للإشراف على دعم قوة حرب العصابات التشادية بقيادة حسين حبري، لكنه أصبح قلقاً من فقدان السيطرة على الوضع. في يناير 1980، أقال الطيب المرضي وعين دراج. وأسفر تعيين زعيم نزع السلاح والتسريح وإعادة الإدماج عن تخفيف فوري للتوترات. رفض دراج قبول راتب وتركّز بسرعة على استبدال الوظائف التي تم شغلها بسبب المحسوبية السياسية بموظفين مدنيين غير سياسيين إلى حد كبير من جميع أنحاء الطيف العرقي الذين كانوا جميعًا منتسبين إلى قوات الدفاع عن الديمقراطية منذ عام 1964. سرعان ما حلت الأمطار المتناقصة باستمرار محل المشاكل العديدة التي تواجه حكومة المقاطعة، بما في ذلك التوترات العرقية المتزايدة، والإهمال الإداري المتراكم وانتشار النزاع في تشاد. في انتخابات المحافظات لعام 1981، أصبحت الإثنية عاملاً سياسيًا مهيمنًا، وفاز دراج، بقاعدة دعمه الكبيرة من الفراء وطوال فترة طويلة من السجن، بالحكم بسهولة. وأثار انتخابه بدوره خططًا لعرب دارفور من أجل الانضمام إلى الزغاوة والفيلات وتشكيل «تحالف عربي».
سرعان ما أدركت حكومة دراج أنها لا تستطيع حفر آبار المياه بسرعة كافية لتعويض انخفاض كمية الأمطار. في نوفمبر 1983، كتب دراج رسالة إلى نميري يحذره من أنه ما لم يتم طلب مساعدات غذائية أجنبية، فإن دارفور تواجه مجاعة خطيرة. ستعرف هذه الرسالة باسم «رسالة المجاعة». منذ عام 1977، كان نميري يخلق صورة للسودان باعتباره «سلة الخبز المستقبلية في العالم العربي»، وكان غاضبًا من دراج لإرسال هذه الرسالة غير الملائمة ورفض الرد. في 23 ديسمبر 1983، سافر دراج إلى الخرطوم لعرض قضيته شخصيًا. وقد أوضح نميري استياءه وذكر أنه لن يطلب المساعدة. صدر أمر اعتقال لدراج بعد حوالي 48 ساعة هرب بالطائرة إلى السعودية. بحلول آب / أغسطس 1984، كان وجود المجاعة واضحا واضطر نميري إلى إعلان دارفور «منطقة كارثية». أصبحت قصة دراج، أول حاكم خاضع للمساءلة المحلية أجبر على النفي لتحذيره من مجاعة يمكن الوقاية منها، على نطاق واسع، مما زاد من حدة التوترات بين دارفور والحكومة التي يهيمن عليها الشماليون.

## المنفى
بحلول عام 1987، كان الوضع قد ساء. فاضت الحرب الليبية التشادية إلى الإقليم، مما أدى إلى انتشار العنف. هجر العديد من المجندين العسكريين الفور الذين يقاتلون الحرب الأهلية السودانية إلى جانب الجيش الشعبي لتحرير السودان. العميد السوداني فضل الله بورما ناصر ورئيس الأركان العميد. زار فوزي أحمد الفضل دراج في منزله في لندن، متسائلاً عما إذا كان سيعود ويدعم الحكومة لوقف هروب جنود الفور. رفض دراج. في أواخر الثمانينيات، التمس السياسي الدارفوري داود بولاد المساعدة من الجيش الشعبي لتحرير السودان لتمديد التمرد إلى دارفور. يعتقد قادة يساريون آخرون، مثل دراج، أن الجيش الشعبي لتحرير السودان سوف يستخدمهم لغرضهم الخاص، ولم يقصدوا عن قصد التمرد الجنوبي. اعتُبر القبض على بولاد في عام 1991 وتدمير شبكة مقاومته تأكيدًا على أن هذا كان الموقف الصحيح.
أنشأ دراج التحالف الديمقراطي الفيدرالي السوداني، وهي منظمة هو عضو فيها (التحالف الوطني الديمقراطي المعارض) . منذ عام 1996، أنشأ نائب الهيئة العامة للغذاء والدواء شريف حرير مكتبًا في أسمرة، إريتريا، قامت فيه بتجنيد مقاتلين مسلحين من سكان دارفور المهاجرين. في 23 يناير 2004، التقى نائب الرئيس السوداني علي عثمان طه مع دراج في نيروبي، بينما كان في ظاهره على الخروج من الحج في محادثات نيفاشا التي أنهت الحرب في الجنوب. استخدم دراج مصداقيته الشخصية لجعل المتمردين الدارفوريين يوافقون على إجراء محادثات حول المسائل الإنسانية في جنيف بوساطة مؤسسة هنري دونان، كخطوة أولى لبناء الثقة. ثم كسرت الحكومة ثقة دراج بالمطالبة بعقد اجتماع حول «المصالحة الوطنية» في الخرطوم. كان هذا هو خط الاتصال الأخير الذي لا تزال الحكومة تقيمه مع متمردي الفور. في عام 2003، طلبت جبهة تحرير دارفور، وهي مجموعة متمردة جديدة تقاتل صراعا متزايدا بشكل ثابت، من الهيئة العامة للغذاء والدواء الدعم السياسي واللوجستي. وافق حرير وأعلن أن مقاتلي جبهة تحرير دارفور هم الجناح العسكري للهيئة العامة للغذاء والدواء. ومع ذلك، اختلف دراج أن هذا هو وقت التمرد المسلح وأن جبهة تحرير دارفور لم تحصل على دعم جوهري.
يبدو أن هذا الموقف تغير. في يونيو 2006، تم تعيين دراج رئيسًا لجبهة الخلاص الوطنية، وهي ائتلاف من الهيئة العامة للغذاء والدواء وحركة العدل والمساواة وفصيل جيش تحرير السودان الذي لم يوقع صفقة مايو التي اتخذها فصيل جيش تحرير السودان بقيادة ميني ميناوي.